# فولفغانغ إبراهام
فولفغانغ إبراهام (بالألمانية: Wolfgang Abraham)‏ (23 يناير 1942 مقاطعة ساكسونيا بروسيا - 3 فبراير 2013) هو لاعب كرة قدم ألماني سابق كان يلعب كمهاجم.

## روابط خارجية
- فولفغانغ إبراهام على موقع قاعدة بيانات كرة القدم.إي يو (الإنجليزية)
- فولفغانغ إبراهام على موقع عالم كرة القدم.نت (الإنجليزية)